# 4,5-二氨基嘧啶
4,5-二氨基嘧啶是一种含氮有机化合物，化学式C4H6N4，是二氨基嘧啶的同分异构体之一，有毒，有刺激性气味，需保存在氩气中。